# Vitaliy Fedoriv
Vitaliy Fedoriv (tiếng Ukraina: Віталій Миколайович Федорів; sinh ngày 21 tháng 10 năm 1987) là một hậu vệ bóng đá người Ukraina. Anh thi đấu cho FC Olimpiyets Nizhny Novgorod.

## Sự nghiệp câu lạc bộ
Anh thi đấu cùng với Dynamo Kyiv từ 2004 đến 2009 và lần đầu tiên được triệu tập vào đội chính tại mùa giải 2006–07. Anh trai của anh, Volodymyr Fedoriv cũng là một cầu thủ bóng đá.